# Vzorkování (biologie)
Studium vzniku vzorů v biologických systémech se zabývá viditelnými pravidelnými uspořádání, která jsou výsledkem principů sebeorganizace. Pomocí matematických modelů lze předpovědět mechanismy, jež regulují vznik vzorů v přírodě včetně zbarvení srsti savců, organizace a počet prstů, pravolevá asymetrie apod.

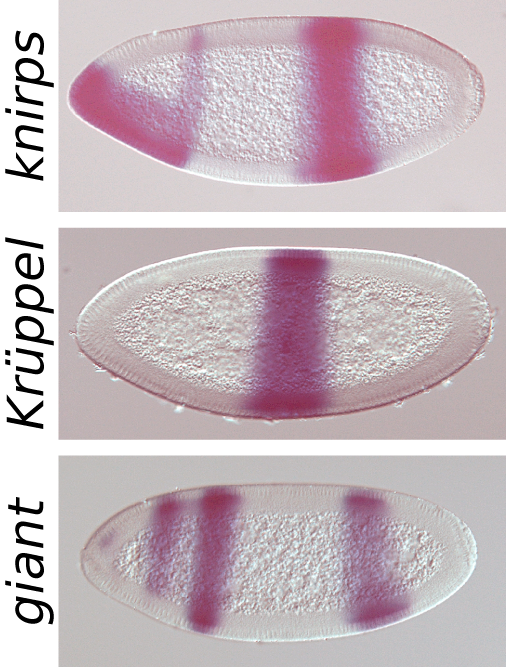
Organizace segmentů během vývoje octomilky skrze expresi tzv. "gap" genů. Vizualizováno pomocí RNA in situ hybridizace.

Ve vývojové biologii vznik pravidelných uspořádání odkazuje na tvorbu komplexní organizace buněčného osudu v prostoru a čase. Tato organizace je důležitá pro vznik komplexnějších uspořádání tkání a orgánů, proces vzniku těchto vyšších celků se nazývá morfogeneze. Geny, které ovládají vznik vzorů u živočichů, jsou často evolučně velmi konzervované a rozmanitost v anatomii je způsobena odlišnou regulací genů (včetně tzv. morfogenů schopných stimulovat odlišné buněčné chování závisejíce na relativní koncentraci). Známý model vzniku vzorů je předozadní asymetrie embryí modelového organismu Drosophila melanogaster (octomilka), kde produkty genů s postupně snižující se koncentrací indukují kaskády genové exprese, která určuje lokalizaci předních a zadních částí těla octomilky.

## Příklady
Příklady vzniku pravidelných vzorů lze nalézt v biologii, chemii, fyzice a matematice, a může být simulována pomocí počítačové grafiky. Britský matematik Alan Turing popsal jev, který dokáže vysvětlit určitý typ organizace vzorů v biologii. Systém dvou difuzivních látek (například proteinů v embryu), obsahující sebe-aktivující aktivátor a jeho inhibitor ve správném poměru, je schopen vytvořit komplikované vzory. Tento jev, reakčně-difůzní model, byl použit pro vysvětlení organizace prstů u obratlovců či k odpovědi na otázku "Francouzské vlajky", kterou koncipoval biolog Lewis Wolpert. Emergentní jevy jako vznik pravidelného uspořádání se často studují na jednodušších organismech: bakteriální kolonie či hlenky jsou také schopny komplexnější organizace.
V chemii existují podobné jevy způsobeny nelineární chemickou oscilací, například Bělousovova-Žabotinského reakce.

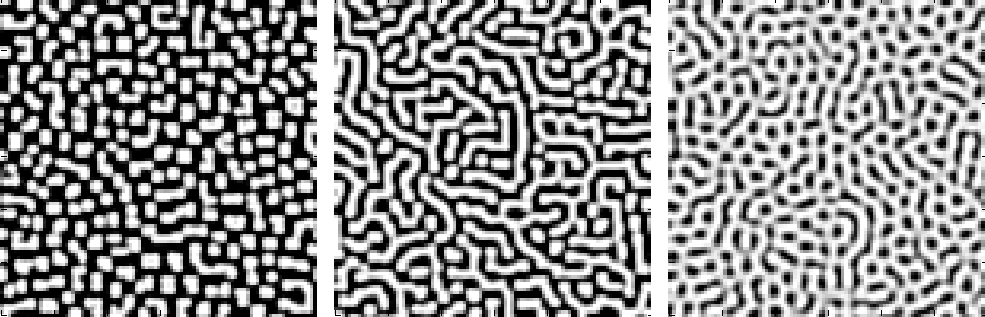
Příklady Turingových vzorů vytvořených skrze matematickou simulaci reakčně-difuzního modelu.